# Ernst Friedrich Apelt
Ernst Friedrich Apelt (Reichenau, 1812 — 1859) foi um fílósofo e empresário alemão.
Foi aluno de Jakob Friedrich Fries, sucedendo-lhe na Universidade de Jena. Foi o principal contribuidor das Abhandlungen der Fries'sche Schule, que fundou com Matthias Schleiden.
Foi um dos primeiros a estudar a vida e obras de Johannes Kepler, um precursor de Alexandre Koyré.

## Obras
- Die Epochen der Geschichte der Menschheit (Jena 1845–1846, 2 volumes)
- Johann Keplers astronomische Weltansich (Leipzig 1849)
- Die Reformation der Sternkund (Jena 1852)
- Die Theorie der Induktio (Leipzig 1854)
- Metaphysik (Leipzig 1857)
- Religionsphilosophi (editado por Gustav Frank, Leipzig 1860).